# Califanthura barnardi
Califanthura barnardi är en kräftdjursart som först beskrevs av Sivertsen och Lipke Bijdeley Holthuis 1980.  Califanthura barnardi ingår i släktet Califanthura och familjen Paranthuridae. Inga underarter finns listade i Catalogue of Life.